# Hemidendroides peyroni
Hemidendroides peyroni is een keversoort uit de familie vuurkevers (Pyrochroidae). De wetenschappelijke naam van de soort is voor het eerst geldig gepubliceerd in 1878 door Reiche.